# Шелтон, Дебора
Де́бора Ше́лтон (англ. Deborah Shelton; 21 ноября 1948, Норфолк, Виргиния, США) — американская актриса

, сценаристка, кинопродюсер и фотомодель. Наиболее известна ролью Мэнди Уингер в длительном телесериале «Даллас», в котором она сыграла в 63-х эпизодах в период 1984—1987 годов, а также за победу в конкурсе красоты «Мисс США 1970».

## Конкурс красоты
В 1970 году, участвовала в конкурсе красоты Мисс Виргиния, назло своему парню. Она завоевала этот титул и представляла штат на национальном конкурсе Мисс США 1970 в Майами, штат Флорида, в мае 1970 года.
На конкурсе завоевала награду Miss Pixable и получила титул Мисс США 1970. Передача короны была от предыдущей победительницы Уэнди Даском, представлявшей, также штат Виргиния. Был первым штатом, который удерживал корону Мисс США дважды.
Участвовала на международном конкурсе Мисс Вселенная 1970, проходивший в Майами, стала Первой Вице Мисс. Она описала участие в конкурсе Мисс Вселенная, как «возможно её самый большой опыт».
Во время её пребывания в роли Мисс США, посетила несколько стран Японию, Испанию, Португалию, Бразилию и Пуэрто-Рико.
После победы она получила 5000 американских долларов наличными, пальто из норки стоимостью 5000 долларов и ещё 5000 долларов от личных выступлений.

## Образование и карьера
Родилась в Вашингтоне, штат Округ Колумбия. Выросла в Норфолке, штат Виргиния. Окончила Norview High School и училась в Old Dominion University. На момент победы, она изучала искусство.
Перед победой была зачислена в до-медицинскую [учебную программу]. После колледжа она переехала в Нью-Йорк, где она училась актёрскому мастерству, дефилировала и снималась в телевизионных рекламных роликах.
В марте 1974 года она появилась на обложке журнала Playboy. Снялась в художественном фильме Кровавый прилив. Фильм снимался на греческих островах. Позже она снялась в фильме 1984 года — Подставное тело. Часто снималась в телевизионных сериалах, таких как Остров фантазий, Команда «А», Ти.Дж. Хукер, Каскадёры, Весёлая компания, Лодка любви, Riptide и Смена образа жизни. В 2008 году, сыграла роль богатой домохозяйки в американском телесериале Части тела.
Её самая известная телевизионная работа — роль Мэнди Вингер, одна из самых запоминающихся любовниц Дж. Р. Юинга в Даллас. Персонаж вернулся в сериал по просьбам поклонников. Шелтон появилась в сериале с 1984 по 1987 год. Она также играла роль «Жёлтая роза».
В 1991 и 1992 годах, вернулась в «Мисс США» в роли комментатора конкурса.
В 2012 году её пригласили в возрождённый телесериал Даллас, где она играла роль постаревшей Мэнди Вингер.

## Личная жизнь
Была замужем Вики Кастро. У пары родился сын — Кристофер, но брак распался через пять лет. В 1977 году, вышла замуж за Шуки Леви, музыкального продюсера. В браке родилась дочь — Тамара. В разводе со вторым мужем.

## Частичная фильмография
- Кровавый прилив (1982)
- Жёлтая роза (9 эпизодов, 1983—1984)
- Двойник тела (1984)
- Даллас (63 эпизода, 1984—1987)
- Ханк (1987)
- Нежные растяпы 2 (1988)
- Идеальные жертвы (1988)
- Вслепую (1992)
- Немезида (1992)
- Грехи ночи (1993)
- Человек-схема 2 (1994)
- Жертвоприношение (2000)
- Апокалипсис (2002)
- Странная история доктора Джекила и мистера Хайда (2006)
- Даллас (эпизод «J.R.’s Masterpiece», 2013)